# Newborough (Staffordshire)
Pour les articles homonymes, voir Newborough.
Newborough est un village et une paroisse civile du Staffordshire, en Angleterre.